# Amals
La dinastia dels Amals fou una nissaga governant dels ostrogots que derivà el seu nom de la paraula Amalungen és a dir 'els incansables'.

## Orígens
El primer heroi o guerrer destacat d'aquesta família, segons narra Jordanes, es deia Gapt (segle iv), aquest va engendrar Hulmul; Hulmul a Augis; Augis va tenir un fill al qui va anomenar Amal, del qui els successors van heretar el nom. Atal va engendrar Aquiulf i Oduulf. Aquiulf va engendrar Ansila, Ediulf, Vultuulf i Hermenric. Només a partir d'Hermenric, rei els greutungs, establerts en un territori que correspon a l'actual Ucraïna, la família va agafar una dimensió històrica apreciable.

## Reis ostrogots de la dinastia Amal
- Vinitari (circa 380)
- Hunimund El Jove (circa 390)
- Torismund (circa 400)
- Valamir (circa 447-465)
- Vidimer (circa 473)
- Teodemir (468-474)
- Teodoric el Gran, (474 - 526)
- Atalaric (526 - 534)
- Amalasunta (534-535)
- Teodat, (535- 536)

## Amals d'altres regnes
- Hermenric, rei dels greutungs (circa 370)
- Sigeric, rei dels visigots (415)
- Aquiulf, rei dels gots
- Teodoric Estrabó, rei dels ostrogots de la Tràcia (r. 473-481)
- Recítac, rei dels ostrogots de la Tràcia (r. 481-483/484)

## Possibles membres actuals
Almenys dues famílies diuen ser descendents dels Amals. Una d'aquestes són els Billungs, Ducs de Saxònia, que van portar també el cognom Amelung o von Ömlingen. L'altra família són els Solovjovs, Barons durant l'Imperi Rus des del 1727 (en els textos en alemany, coneguts pel cognom Solowhoff o Solowhoff von Greutungen). Els Solovjovs diuen ser descendents d'Hermenric.

## En la literatura
En el poema La cançó dels nibelungs i altres relats medievals de la literatura alemanya com la Þiðrekssaga surt el personatge anomenat (Dietrich de Verona), que es basa en el rei Teodoric i els seus avantpassats Amals. El Kaiserchronik és un altre relat que tracta sobre la família de Dietrich/Theoderic's, els Amelungen, En una carta del bisbe Meinhard von Bamberg, axí com en els Annals de Quedlinburg, la paraula Amulungum/Amelung és empreada per referir-se al mateix Dietrich. Això demostra que la història d'aquesta família va ser rememorada a través de la tradició oral fins més enllà de l'edat mitjana.